# 植田俊
植田 俊（うえだ たかし、1961年2月16日 - ）は日本の実業家。三井不動産株式会社代表取締役社長。

## 経歴・人物
京都府京都市生まれ。1983年に一橋大学経済学部卒業後、三井不動産入社。執行役員ビルディング本部副本部長、取締役常務ビルディング本部長、取締役専務を歴任し、日本橋街づくり推進部、柏の葉街づくり推進部、日比谷街づくり推進部などを所掌し、2021年に日本オープンイノベーション大賞文部科学大臣賞を受賞。2023年から代表取締役社長、ライフサイエンス・イノベーション・ネットワーク・ジャパン副理事長（代表理事）、クロスユー副理事長。趣味はゴルフ。